# Ciro Borriello
Ciro Borriello (Torre del Greco, 5 febbraio 1957) è un politico italiano.

## Biografia
Laureato in Medicina e Chirurgia nel 1992 presso l'Università Federico II di Napoli, esercita la professione di chirurgo plastico.

### Attività politica
Già esponente della Democrazia Cristiana, nel 1993 viene eletto consigliere comunale nella sua città natale, ottenendo il maggior numero di voti nella lista della DC, e l'anno successivo aderisce a Forza Italia. Viene in seguito eletto consigliere provinciale di Napoli.

#### Elezione a deputato
Alle elezioni politiche del 2001 viene eletto alla Camera dei Deputati nel collegio uninominale di Torre del Greco, sostenuto dalla Casa delle Libertà in quota Forza Italia.
Il 29 luglio 2005 abbandona Forza Italia e passa ai Popolari UDEUR di Clemente Mastella.
In vista delle elezioni politiche del 2006 abbandona l'UDEUR e passa all'Italia dei Valori, con cui viene ricandidato alla Camera dei Deputati nella circoscrizione Campania 1, dove risulta tuttavia il primo dei non eletti.

#### Sindaco di Torre del Greco
Alle elezioni amministrative del 2007 Borriello, allora esponente dell'IdV, si candida a Sindaco di Torre del Greco, venendo sostenuto da un'anomala coalizione, composta dai partiti del centro-destra (Forza Italia, Alleanza Nazionale e l'UdC) assieme all'Italia dei Valori di Antonio Di Pietro (che era invece alleata del centro-sinistra).
Viene eletto Sindaco al secondo turno con il 51,5% dei consensi, sconfiggendo il candidato del centro-sinistra Alfonso Ascione.
Nel 2012 si ricandida a Sindaco sostenuto dalla coalizione di centro-destra (PdL, Nuovo PSI, FLI e liste civiche), venendo battuto dal candidato del centro-sinistra Gennaro Malinconico.
In seguito alle dimissioni anticipate di Malinconico dopo solo due anni, nel 2014 Borriello si ricandida nuovamente a Sindaco, sostenuto dalla coalizione centro-destra. Viene rieletto primo cittadino di Torre del Greco al ballottaggio con il 53,99% dei consensi.
Cessa dal mandato di Sindaco il 18 agosto 2017 quando, in seguito al suo arresto avvenuto il 7 agosto precedente, viene sciolto il Consiglio comunale dalla Prefettura di Napoli, contestualmente al commissariamento del comune.

### Procedimenti giudiziari
Il 7 agosto 2017 viene arrestato con l'accusa di corruzione e truffa. Secondo la Procura di Torre Annunziata Borriello, in cambio di somme di denaro ricevute in luoghi appartati, avrebbe fatto in modo che la precedente ditta aggiudicataria dell’appalto per la raccolta dei rifiuti a Torre del Greco fosse estromessa a vantaggio di quella dell’imprenditore Ciro Balsamo, quest'ultimo anch'egli tra gli arrestati.